# Fédération finlandaise de basket-ball
La Fédération finlandaise de basket-ball, (Suomen Koripalloliitto) est une association, fondée en 1939, chargée d'organiser, de diriger et de développer le basket-ball en Finlande.
La Fédération représente le basket-ball auprès des pouvoirs publics ainsi qu'auprès des organismes sportifs nationaux et internationaux et, à ce titre, la Finlande dans les compétitions internationales. Elle défend également les intérêts moraux et matériels du basket-ball finlandais. Elle est affiliée à la FIBA depuis 1939, ainsi qu'à la FIBA Europe.
La Fédération organise également le championnat national.